# Pararge maeroides
Pararge maeroides är en fjärilsart som beskrevs av Felder 1867. Pararge maeroides ingår i släktet Pararge och familjen praktfjärilar. Inga underarter finns listade i Catalogue of Life.